# Thallarcha irregularis
Thallarcha irregularis là một loài bướm đêm thuộc phân họ Arctiinae, họ Erebidae.